# Тест Соловея — Штрассена
Тест Соловея — Штрассена — вероятностный тест простоты, открытый в 1970-х годах Робертом Мартином Соловеем совместно с Фолькером Штрассеном. Тест всегда корректно определяет, что простое число является простым, но для составных чисел с некоторой вероятностью он может дать неверный ответ. Основное преимущество теста заключается в том, что он, в отличие от теста Ферма, распознает числа Кармайкла как составные.

## История
В 17 веке Ферма доказал утверждение, названное позже малой теоремой Ферма, служащее основой теста Ферма на простоту:
Если n — простое и a не делится на n, то {\displaystyle a^{n-1}\equiv 1{\pmod {n}}}.
Эта проверка для заданного n не требует больших вычислений, однако утверждение, обратное этому, неверно. Так, существуют числа Кармайкла, являющиеся составными, для которых утверждение, приведенное в малой теореме Ферма, выполняется для всех целых чисел взаимнопростых с заданным числом. В 1994 году было показано, что таких чисел бесконечно много. В связи с обнаруженным недостатком теста Ферма, актуальность приобрела задача увеличения достоверности вероятностных тестов. Первым тест, отсеивающий числа Кармайкла как составные, предложил Леманн. Этот недостаток отсутствует также в тестах Соловея — Штрассена и Миллера — Рабина за счет более сильного критерия отсева, чем малая теорема Ферма.
Независимо от друг друга Д. Лемер в 1976 году и Р. Соловей совместно с Ф. Штрассеном в 1977 году доказали, что аналога чисел Кармайкла, которые являются составными и одновременно эйлеровыми псевдопростыми, нет. На основе этого и был предложен тест Соловея — Штрассена на простоту, он был опубликован в 1977 году, дополнения к нему в 1978 году.

## Обоснование
Тест Соловея — Штрассена опирается на малую теорему Ферма и свойства символа Якоби :
- Если n — нечетное составное число, то количество целых чисел a, взаимнопростых с n и меньших n, удовлетворяющих сравнению {\displaystyle \textstyle a^{(n-1)/2}\equiv \left({\frac {a}{n}}\right){\pmod {n}}}, не превосходит {\displaystyle {\frac {n}{2}}}.

Составные числа n удовлетворяющие этому сравнению называются псевдопростыми Эйлера-Якоби по основанию a.
- Докажем, что выполнения сравнения {\displaystyle a^{(n-1)/2}\equiv \left({\frac {a}{n}}\right){\pmod {n}}} необходимо и достаточно для того, чтобы число n было простым.

```
 Необходимость следует из 
критерия Эйлера
 для 
символа Лежандра
. 
 Для доказательства достаточности воспользуемся методом от противного.
 Предположим, что n — составное и при этом  для 

  

    

      

        
∀

        
a

        
∈

        

          

            
Z

            

              
n

            

          

        

      

    

    
{\displaystyle \forall a\in \mathbf {Z_{n}} }

  

   выполнено сравнение  

  

    

      

        

          
a

          

            
(

            
n

            
−

            
1

            
)

            

              
/

            

            
2

          

        

        
≡

        

          
(

          

            

              
a

              
n

            

          

          
)

        

        

          

          
(

          
mod

          

          
n

          
)

        

      

    

    
{\displaystyle a^{(n-1)/2}\equiv \left({\frac {a}{n}}\right){\pmod {n}}}

  

 

  

    

      

        

          
a

          

            
n

            
−

            
1

          

        

        
=

        
(

        

          
a

          

            
(

            
n

            
−

            
1

            
)

            

              
/

            

            
2

          

        

        

          
)

          

            
2

          

        

        
=

        

          

            
(

            

              

                
a

                
n

              

            

            
)

          

          

            
2

          

        

      

    

    
{\displaystyle a^{n-1}=(a^{(n-1)/2})^{2}=\left({\frac {a}{n}}\right)^{2}}

  

 

  

    

      

        

          

            
(

            

              

                
a

                
n

              

            

            
)

          

          

            
2

          

        

        
=

        
1

      

    

    
{\displaystyle \left({\frac {a}{n}}\right)^{2}=1}

  

 Отсюда следует 

  

    

      

        

          
a

          

            
n

            
−

            
1

          

        

        
=

        
1

        
(

        
m

        
o

        
d

        
n

        
)

      

    

    
{\displaystyle a^{n-1}=1(modn)}

  

 Получаем, что  
n
— число Кармайкла, поэтому   

  

    

      

        
n

        
=

        

          
p

          

            
1

          

        

        

          
p

          

            
2

          

        

        
.

        
.

        

          
p

          

            
k

          

        

      

    

    
{\displaystyle n=p_{1}p_{2}..p_{k}}

  

  где 

  

    

      

        

          
p

          

            
i

          

        

      

    

    
{\displaystyle p_{i}}

  

 - простое i = 1,2, ...k
 Рассмотрим 
b
 такое, что  

  

    

      

        

          
(

          

            

              
b

              

                
p

                

                  
1

                

              

            

          

          
)

        

        
=

        
−

        
1

        
(

        
m

        
o

        
d

        
n

        
)

      

    

    
{\displaystyle \left({\frac {b}{p_{1}}}\right)=-1(modn)}

  

 
 Найдем такое  
a
 , что :

  

    

      

        
a

        
=

        

          

            
{

            

              

                

                  
b

                  
(

                  
m

                  
o

                  
d

                  

                    

                      
p

                      

                        
1

                      

                    

                  

                  
)

                  
,

                

                

                  

                    

                      
if 

                    

                  

                  
i

                  

                    

                      
= 1

                    

                  

                

              

              

                

                  
1

                  
(

                  
m

                  
o

                  
d

                  

                    

                      
p

                      

                        
i

                      

                    

                  

                  
)

                  
,

                

                

                  

                    

                      
if 

                    

                  

                  
i

                  

                    

                      
 = 2,...,k

                    

                  

                

              

            

            

          

        

      

    

    
{\displaystyle a={\begin{cases}b(mod{p_{1}}),&{\mbox{if }}i{\mbox{= 1}}\\1(mod{p_{i}}),&{\mbox{if }}i{\mbox{ = 2,...,k}}\end{cases}}}

  

 Такое 
а
  существует по 
китайской теореме об остатках
 и принадлежит 

  

    

      

        

          
Z

          

            
n

          

        

      

    

    
{\displaystyle Z_{n}}

  

, так как является взаимно простым с 
n
.
 

  

    

      

        

          
(

          

            

              
a

              
n

            

          

          
)

        

        
=

        

          
(

          

            

              
a

              

                
p

                

                  
1

                

              

            

          

          
)

        

        

          
(

          

            

              
a

              

                
p

                

                  
2

                

              

            

          

          
)

        

        
.

        
.

        
.

        
.

        

          
(

          

            

              
a

              

                
p

                

                  
k

                

              

            

          

          
)

        

        
=

        

          
(

          

            

              
a

              

                
p

                

                  
1

                

              

            

          

          
)

        

        
=

        

          
(

          

            

              
b

              

                
p

                

                  
1

                

              

            

          

          
)

        

        
=

        
−

        
1

      

    

    
{\displaystyle \left({\frac {a}{n}}\right)=\left({\frac {a}{p_{1}}}\right)\left({\frac {a}{p_{2}}}\right)....\left({\frac {a}{p_{k}}}\right)=\left({\frac {a}{p_{1}}}\right)=\left({\frac {b}{p_{1}}}\right)=-1}

  

  

    

      

        

          
a

          

            
(

            
n

            
−

            
1

            
)

            

              
/

            

            
2

          

        

        
≡

        

          
(

          

            

              
a

              
n

            

          

          
)

        

        

          

          
(

          
mod

          

          
n

          
)

        

      

    

    
{\displaystyle a^{(n-1)/2}\equiv \left({\frac {a}{n}}\right){\pmod {n}}}

  

  

    

      

        

          
(

          

            

              
a

              
n

            

          

          
)

        

        
=

        
−

        
1

      

    

    
{\displaystyle \left({\frac {a}{n}}\right)=-1}

  

  Отсюда 

  

    

      

        

          
a

          

            
(

            
n

            
−

            
1

            
)

            

              
/

            

            
2

          

        

        
≡

        
 

        
−

        
1

        
(

        
m

        
o

        
d

        
n

        
)

      

    

    
{\displaystyle a^{(n-1)/2}\equiv \ -1(modn)}

  

  

    

      

        

          
a

          

            
(

            
n

            
−

            
1

            
)

            

              
/

            

            
2

          

        

        
≡

        
 

        
−

        
1

        
(

        
m

        
o

        
d

        

          
p

          

            
1

          

        

        
)

      

    

    
{\displaystyle a^{(n-1)/2}\equiv \ -1(modp_{1})}

  

  

    

      

        

          
a

          

            
(

            
n

            
−

            
1

            
)

            

              
/

            

            
2

          

        

        
≡

        
 

        
−

        
1

        
(

        
m

        
o

        
d

        

          
p

          

            
2

          

        

        
)

      

    

    
{\displaystyle a^{(n-1)/2}\equiv \ -1(modp_{2})}

  

   противоречие с тем, что 

  

    

      

        
a

        
≡

        
 

        
1

        
(

        
m

        
o

        
d

        

          
p

          

            
i

          

        

        
)

      

    

    
{\displaystyle a\equiv \ 1(modp_{i})}

  

Значит неверно наше предположение о том, что  
n
 -   составное.
```

- Доказательство того, что количество таких чисел не превосходит n/2 можно найти в любом пособии по теоретико-числовым алгоритмам.[4]

## Алгоритм Соловея — Штрассена
Алгоритм Соловея — Штрассена  параметризуется количеством раундов k. В каждом раунде случайным образом выбирается число a < n. Если НОД(a,n) > 1, то выносится решение, что n составное. Иначе проверяется справедливость сравнения {\displaystyle \textstyle a^{(n-1)/2}\equiv \left({a \over n}\right){\pmod {n}}}. Если оно не выполняется, то выносится решение, что n — составное. Если это сравнение выполняется, то a является свидетелем простоты числа n. Далее выбирается другое случайное a и процедура повторяется. После нахождения k свидетелей простоты в k раундах выносится заключение, что n является простым числом с вероятностью {\displaystyle \textstyle 1-2^{-k}} .
На псевдокоде алгоритм может быть записан следующим образом:
```
 
Вход
: 

  

    

      

        
n

      

    

    
{\displaystyle n}

  

 > 2, тестируемое нечётное натуральное число;
      

  

    

      

        
k

      

    

    
{\displaystyle k}

  

, параметр, определяющий точность теста.

Выход
: 
составное
, означает, что 

  

    

      

        
n

      

    

    
{\displaystyle n}

  

 точно составное;
       
вероятно простое
, означает, что 

  

    

      

        
n

      

    

    
{\displaystyle n}

  

 вероятно является простым.

for
 
i
 = 1, 2, ..., 

  

    

      

        
k

      

    

    
{\displaystyle k}

  

:
   

  

    

      

        
a

      

    

    
{\displaystyle a}

  

 = случайное целое от 2 до 

  

    

      

        
n

        
−

        
1

      

    

    
{\displaystyle n-1}

  

, включительно;
   
если
 
НОД
(a, n) > 1, 
тогда
:
       
вывести
, что 

  

    

      

        
n

      

    

    
{\displaystyle n}

  

 — составное, и 
остановиться
.
   
если
 

  

    

      

        

          
a

          

            
(

            
n

            
−

            
1

            
)

            

              
/

            

            
2

          

        

        
≢

        

          
(

          

            

              
a

              
n

            

          

          
)

        

        

          

          
(

          
mod

          

          
n

          
)

        

      

    

    
{\displaystyle a^{(n-1)/2}\not \equiv \left({a \over n}\right){\pmod {n}}}

  

, 
тогда
: 
       
вывести
, что 

  

    

      

        
n

      

    

    
{\displaystyle n}

  

 — 
составное
, и 
остановиться
.

иначе вывести
, что 

  

    

      

        
n

      

    

    
{\displaystyle n}

  

 — 
 простое  с вероятностью 

  

    

      

        

          
1

          
−

          

            
2

            

              
−

              
k

            

          

        

      

    

    
{\displaystyle \textstyle 1-2^{-k}}

  

, и 
остановиться
.
```

## Пример применения алгоритма
Проверим число n = 19 на простоту. Выберем параметр точности k = 2.
```
 k = 1
 Выберем случайное число 
a
 = 11;  2 < a < n - 1
 Проверим условие НОД(a,n)>1
 НОД(11,19)=1; значит проверяем выполнение сравнения  

  

    

      

        

          

            
a

            

              
(

              
n

              
−

              
1

              
)

              

                
/

              

              
2

            

          

          
≡

          

            
(

            

              

                
a

                
n

              

            

            
)

          

          

            

            
(

            
mod

            

            
n

            
)

          

        

      

    

    
{\displaystyle \textstyle a^{(n-1)/2}\equiv \left({\frac {a}{n}}\right){\pmod {n}}}

  

  
 

  

    

      

        
r

        
=

        

          
(

          

            

              
a

              
n

            

          

          
)

        

        
=

        

          
(

          

            

              
11

              
19

            

          

          
)

        

        
=

        
1

      

    

    
{\displaystyle r=\left({\frac {a}{n}}\right)=\left({\frac {11}{19}}\right)=1}

  

 

  

    

      

        

          
s

          
=

          

            
a

            

              
(

              
n

              
−

              
1

              
)

              

                
/

              

              
2

            

          

          
=

          

            
11

            

              
(

              
19

              
−

              
1

              
)

              

                
/

              

              
2

            

          

          

            

            
(

            
mod

            

            
19

            
)

          

          
=

          
1

        

      

    

    
{\displaystyle \textstyle s=a^{(n-1)/2}=11^{(19-1)/2}{\pmod {19}}=1}

  

 Получили, что 

  

    

      

        

          
r

          
=

          
s

        

      

    

    
{\displaystyle \textstyle r=s}

  

 поэтому переходим к следующей итерации
```

```
 k = 2
 Выберем случайное число 
a
 = 5;    2 < a < n - 1
 Проверим условие НОД(a,n)>1
 НОД(5,19)=1;  значит проверяем выполнение сравнения  

  

    

      

        

          

            
a

            

              
(

              
n

              
−

              
1

              
)

              

                
/

              

              
2

            

          

          
≡

          

            
(

            

              

                
a

                
n

              

            

            
)

          

          

            

            
(

            
mod

            

            
n

            
)

          

        

      

    

    
{\displaystyle \textstyle a^{(n-1)/2}\equiv \left({\frac {a}{n}}\right){\pmod {n}}}

  

  
 

  

    

      

        
r

        
=

        

          
(

          

            

              
a

              
n

            

          

          
)

        

        
=

        

          
(

          

            

              
5

              
19

            

          

          
)

        

        
=

        
1

      

    

    
{\displaystyle r=\left({\frac {a}{n}}\right)=\left({\frac {5}{19}}\right)=1}

  

 

  

    

      

        

          
s

          
=

          

            
a

            

              
(

              
n

              
−

              
1

              
)

              

                
/

              

              
2

            

          

          
=

          

            
5

            

              
(

              
19

              
−

              
1

              
)

              

                
/

              

              
2

            

          

          

            

            
(

            
mod

            

            
19

            
)

          

          
=

          
1

        

      

    

    
{\displaystyle \textstyle s=a^{(n-1)/2}=5^{(19-1)/2}{\pmod {19}}=1}

  

 

  

    

      

        

          
r

          
=

          
s

        

      

    

    
{\displaystyle \textstyle r=s}

  

  и это была последняя итерация, отсюда делаем вывод, что 19 - простое число с вероятностью 

  

    

      

        
1

        
−

        

          
2

          

            
−

            
2

          

        

      

    

    
{\displaystyle 1-2^{-2}}

  

```

## Вычислительная сложность и точность
- Точность по сравнению с другими вероятностными тестами на простоту (здесь k — число независимых раундов)

| название теста      | вероятность(что число составное) | примечания                                  |
| ------------------- | -------------------------------- | ------------------------------------------- |
| Ферма               | {\displaystyle 2^{-k}}           | не распознает числа Кармайкла как составные |
| Леманна             | {\displaystyle 2^{-k}}           |                                             |
| Соловея — Штрассена | {\displaystyle 2^{-k}}           |                                             |

- Теоретическая сложность вычислений всех приведенных в таблице тестов оценивается как {\displaystyle O(\log ^{3}n)} .[3]
- Алгоритм требует {\displaystyle O(k\log _{2}m)} операций над длинными целыми числами.[1]
- При реализации алгоритма, для снижения вычислительной сложности, числа a выбираются из интервала 0 < a < c < n, где c — константа равная максимально возможному значению натурального числа, помещающегося в одном регистре процессора.[6]

## Применение
Вероятностные тесты применяются в системах основанных на проблеме факторизации, например RSA или схема Рабина. Однако на практике степень достоверности теста Соловея — Штрассена не является достаточной, вместо него используется тест Миллера — Рабина.
Более того, используются объединенные алгоритмы, например пробное деление и тест Миллера — Рабина, при правильном выборе параметров можно получить результаты лучше, чем при применении каждого теста по отдельности.

## Улучшение теста
В 2005 году на Международной конференции Bit+ «Informational Technologies −2005» А. А. Балабанов, А. Ф. Агафонов, В. А. Рыку предложили модернизированный тест Соловея — Штрассена.
Тест Соловея — Штрассена основан на вычислении символа Якоби, что занимает время эквивалентное {\displaystyle \log _{2}n}. Идея улучшения состоит в том, чтобы в соответствии с теоремой квадратичной взаимности Гаусса, перейти к вычислению величины {\displaystyle \left({\frac {n}{a}}\right)},являющейся обратной символу Якоби, что является более простой процедурой..